# Gorfou des Snares
Eudyptes robustus
Espèce
Statut de conservation UICN

 VU D2 : Vulnérable
Le Gorfou des Snares (Eudyptes robustus) est une espèce d'oiseaux de la famille des Spheniscidae. Les gorfous des Snares vivent principalement sur les Snares en Nouvelle-Zélande. Comme les autres gorfous, ils se distinguent par une touffe de plume de chaque côté de sa tête appelée aigrette. La population est d’environ 30 000 couples.

## Description
Pesant environ 3 kg et mesurant environ 50 à 60 cm, le gorfou des Snares possède un plumage noir sur le dos et blanc sur le ventre. Il porte particulièrement deux bandes blanches au-dessus des yeux partant à l’arrière de la tête, et se terminant en plume jaune clair. Il possède des yeux rouges mais pas aussi brillants que le Gorfou Sauteur. Il est souvent confondu avec le gorfou du Fiordland.

## Habitat

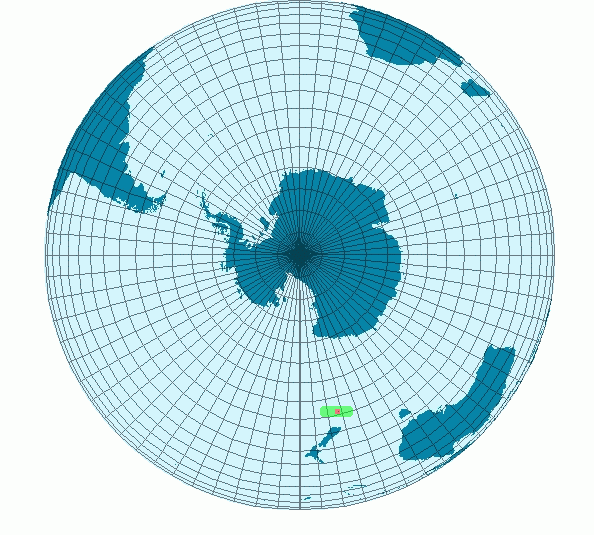
Carte de répartition du Gorfou des Snares

En vert, les zones où le Gorfou des Snares vit.
En rouge, les zones de reproduction.
Ce manchot habite dans les îles Snares. Ces îles sont recouvertes de forêt dense. Ce manchot aime les eaux tempérées et ne s’aventure jamais au-delà de la zone subantarctique. Les îles des Snares sont interdites au public.

## Comportement
Le gorfou des Snares se nourrit principalement de krill, puis de calmar et de poisson. Il arrive parfois de le voir perché sur des arbustes (Olearia lyallii).

## Reproduction
Le mâle retourne dans les colonies pour préparer le nid en août. Il est construit à l’aide de pierres et de bois, ainsi que de la végétation. La femelle le suit peu de temps après et pond deux œufs fin septembre / début octobre. Le premier œuf n’est pas viable (de très rares cas de réussite).
Après avoir couvé l’œuf pendant 10 jours, le mâle part en mer pour 12 jours laissant la femelle couver. À son retour la femelle part enfin en mer se nourrir. Le mâle couve à son tour jusqu’à l’éclosion qui se produit entre 37 et 39 jours suivant la ponte. Le mâle reste alors à garder et couver le petit encore 3 semaines durant lesquelles la femelle fait des aller-retour entre la mer et le nid pour nourrir le poussin par régurgitation.
Au bout de ces 3 semaines, le petit peut enfin s’autoréguler. Il est alors laissé à une crèche. Ce sont des regroupements de poussins permettant ainsi d’augmenter les chances de survie de ceux-ci.
Jusqu'à ce que le petit ait 11 semaines, les parents vont le nourrir conjointement. Une fois cette période passée, le poussin prendra la mer et ne reviendra pour se reproduire qu’une fois atteint l’âge de 6 ans.